# This machine kills fascists

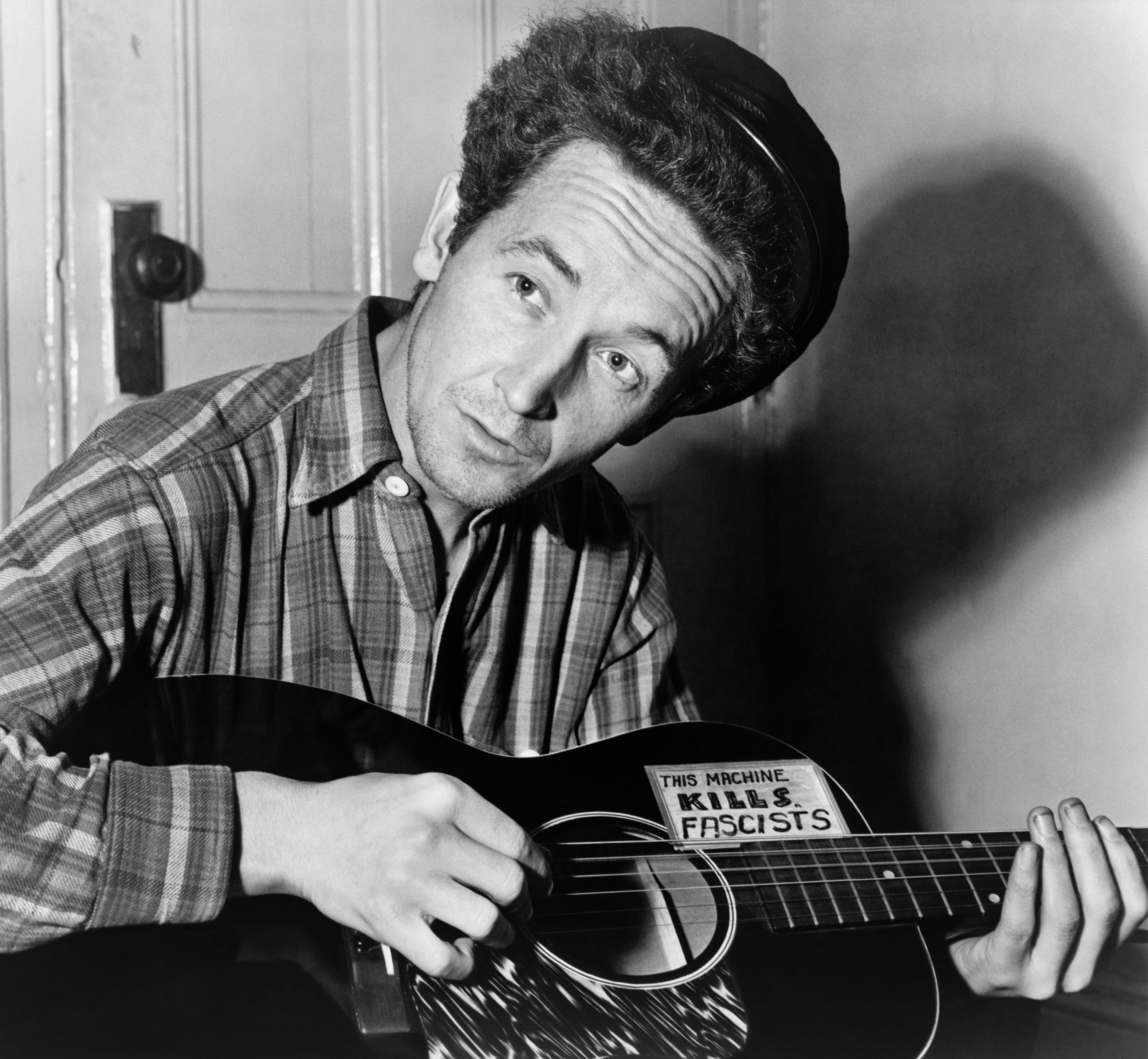
Woody Guthrie w marcu 1943 ze swoją gitarą z napisem „This machine kills fascists”.

This machine kills fascists (ang. „Ta maszyna zabija faszystów”) – hasło, które Woody Guthrie umieścił na swojej gitarze w połowie lat czterdziestych.

## Geneza
Około 1943, w czasie trwania II wojny światowej, Guthrie napisał pieśń wojenną Talking Hitler 's Head Off Blues. Została ona wydrukowana w „Daily Worker”, gazecie wydawanej przez Komunistyczną Partię Stanów Zjednoczonych. Następnie, według biografki Anne E. Neimark, „w przypływie patriotyzmu i wiary w siłę oddziaływania piosenki namalował na swojej gitarze TA MASZYNA ZABIJA FASZYSTÓW”.
Woody Guthrie w swojej opozycji wobec faszyzmu, konceptualizował ideologię „jako formę wyzysku gospodarczego podobną do niewolnictwa”, wprost potępiając faszystów – zwłaszcza ich przywódców – jako grupę gangsterów, którzy powstali, by „okraść świat”. Przy czym, muzyk przedstawiał tych, którzy sprzeciwiają się faszyzmowi wewnątrz swoich państw, nie jako zwykłych wyjętych spod prawa, ale jako bohaterów powstających „w czasach zawirowań gospodarczych i dezintegracji społecznej”, aby walczyć z „wysoce nielegalnym przedsięwzięciem przestępczym mającym na celu wykorzystanie zwykłych ludzi”.
W swoim tekstach „uzewnętrzniał nieludzki element faszyzmu, opisując jego przedstawicieli jako zwierzęta, które zwykle darzono bardzo niskim szacunkiem i jakie kojarzono z szeregiem złych cech charakteru". Na przykład mówił o „nazistowskim wężu”, któremu należy przeciwdziałać w swojej piosence „Talking Hitler's Head Off Blues”. Guthrie oświadczył że „wszystko, co ludzkie, jest antyhitlerowskie”, a w swojej piosence „You Better Get Ready” ma postać Szatana, który deklaruje , że „Stare piekło po prostu nie jest takie samo / W porównaniu z Hitlerem, do diabła, jestem oswojony!" Guthrie postrzegał walkę z faszyzmem jako ostateczną bitwę dobra ze złem.

## Nawiązania w kulturze
Do hasła "This machine kills fascists" powstało w kulturze wiele odwołań, wśród nich można wymienić m.in.:
- Autor John Green z vlogbrothers umieścił naklejkę z tym hasłem na swoim laptopie, z którym pokazywał się na nagraniach umieszczanych na kanale YouTube Crash Course[4]. Spotkało się to z krytyką ze strony członka Izby Reprezentantów stanu New Hempshire Richarda Littlefielda[5]. Fraza, w kontekście Guthriego, pojawiła się również w powieści Greena Papierowe miasta[6] oraz w filmie o tym samym tytule[7].
- Gitarzysta Tom Morello z Rage Against The Machine zainspirowany przez Guthriego, na każdej swojej gitarze umieszczał różne hasła, na przykład „Arm The Homeless”, „Soul Power”, „Sendero Luminoso” i wiele innych[8][9].
- Nowojorski artysta uliczny Colin Huggins umieścił hasło na swoim fortepianie Steinway[10].
- Jedenasty album studyjny Dropkick Murphys nosi tytuł This Machine Still Kills Fascists[11].
- Album punkowego zespołu Anti-Flag z 2001 Underground Network zawiera piosenkę zatytułowaną „This Machine Kills Fascists”[12].
- Piosenkarka Julien Baker miała na swojej gitarze akustycznej naklejkę z napisem „This Machine Kills Sadness” (pol. „Ta maszyna zabija smutek”). Nagrała również piosenkę „Guthrie”, która znalazła się na albumie Little Oblivions[13].
- Album noise-rockowego zespołu Today Is the Day z 2004 Kiss the Pig zawiera piosenkę zatytułowaną „This Machine Kills Fascists”[14].
- Muzyk folkowy Pete Seeger umieścił na swoim banjo hasło „This machine surrounds hate and forces it to surrender” (ang. „Ta maszyna okrąża nienawiść i zmusza ją do kapitulacji”)[15].
- Album hardcore punkowego zespołu D.O.A. z 2008 Northern Avenger zawiera piosenkę „This Machine Kills Fascists”[16].